# Prignitz-Museum

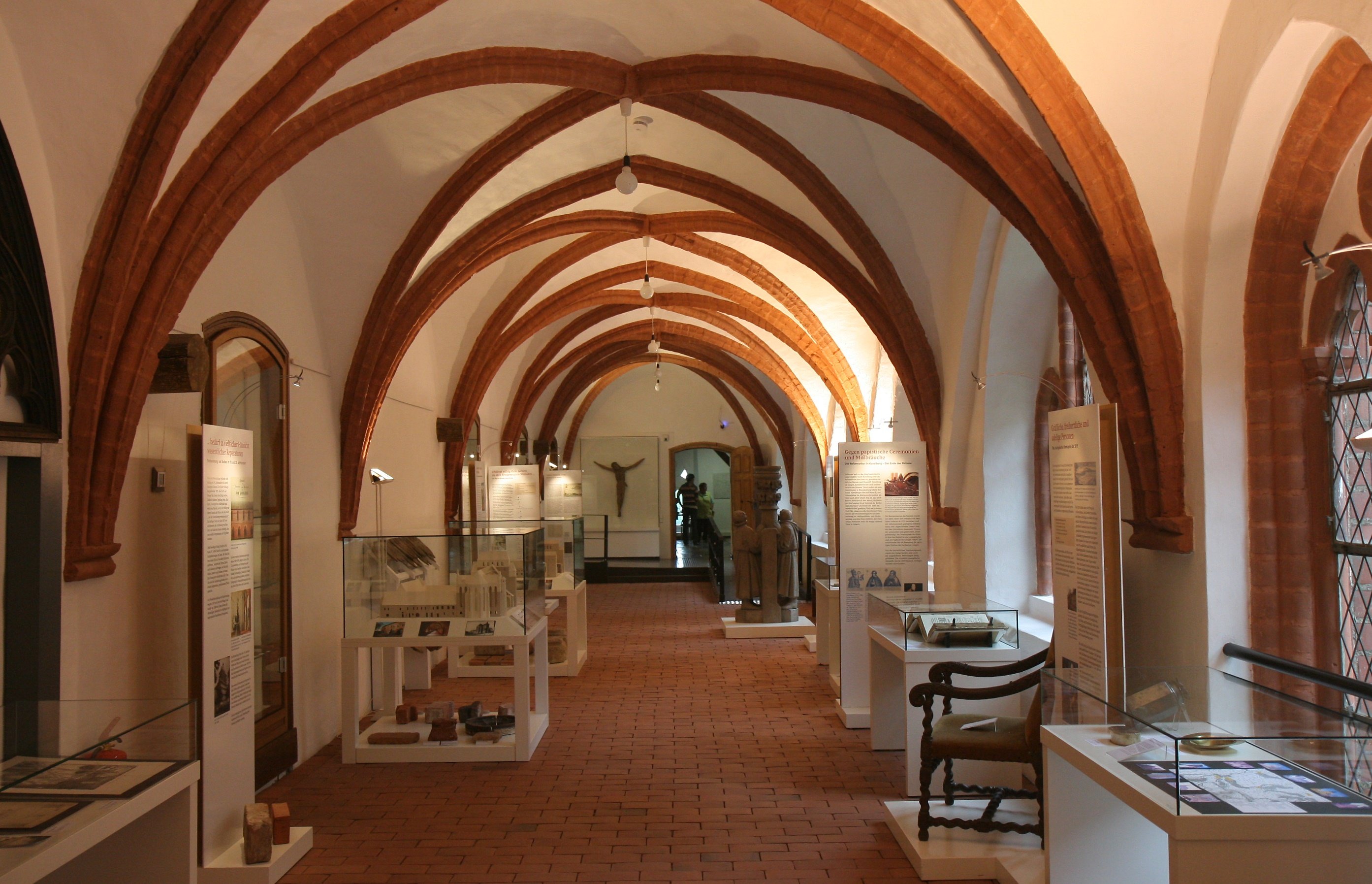
Innenansicht des Prignitz-Museum

Das Prignitz-Museum am Havelberger Dom ist ein regional- und kirchengeschichtliches Museum in Havelberg.
Das Museum wurde am 12. August 1904 vom Verein zur Förderung der Heimatkunde in der Prignitz gegründet. Es befand sich zunächst im Obergeschoss des Klosters, wurde 1906 eröffnet und von dem Sanitätsrat Richard Hartwich geleitet. Nach kurzer Aufbauzeit zeigte es als erstes Museum der Region Ausstellungen über die Domgeschichte und über die Geschichte der brandenburgischen Prignitz. 1938 wurde die Sammlung neu geordnet und die Räumlichkeiten erweitert. Bei der Sprengung der Havelbrücke im Jahr 1945 wurde das Gebäude beschädigt; ein Viertel des Inventars wurde zerstört. 1946 wurde die Stadt Havelberg Träger des Museums. Der Wiederaufbau war 1951 abgeschlossen. Zwei Jahre später übernahm der Kreis Havelberg die Trägerschaft, der Kunstmaler Kurt Henschel dessen Leitung. 1994 ging der Kreis Havelberg an den Landkreis Stendal über. Im selben Jahr wurde der Verein Freunde und Förderer des Prignitz-Museums gegründet.
Das Museum hat jährlich mehr als 10.000 Besucher. Als kirchen- und regionalgeschichtliches Museum werden Ausstellungen zur Siedlungsgeschichte der Prignitz, Altmark und Havelwinkel, zur Dom- und Bistumsgeschichte und zur Stadtgeschichte präsentiert. Sonderausstellungen, Dom-, Stadt- und Museumsführungen sowie ein umfangreiches museumspädagogisches Angebot gehören zu den Aktivitäten der Einrichtung. Das Museum ist ganzjährig geöffnet.